# The Chinese Room
The Chinese Room Ltd (до 11 июня 2013 года — Thechineseroom Limited) — британская компания-разработчик компьютерных игр, наиболее известная по играм в жанре квест, такой как Dear Esther, которая является модификацией Half-Life 2, и по совместной разработке её полноценного ремейка. Компания возникла как команда по разработке модификаций к игре Half-Life 2, была основана в Университете Портсмута в 2007 году и была названа в честь мысленного эксперимента Джона Сёрла. 14 августа 2018 года была приобретена компанией Sumo Group.

## История

### Модификации (2007—2009)

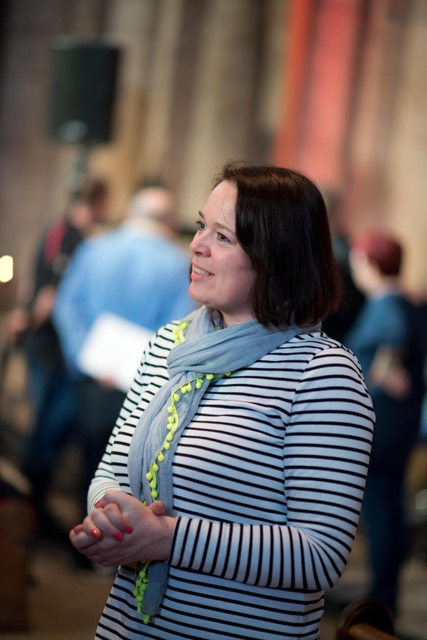
Джессика Карри — одна из директоров компании

Первые три проекта Thechineseroom — две модификации Half-Life 2 под названиями Antlion Soccer и Dear Esther, а также модификация Doom 3 под названием Conscientious Objector. Проект моддинга был поддержан Советом по исследованиям в области искусств и гуманитарных наук. Одна из трёх модификаций — Dear Esther — стала культовым хитом. В 2009 году Thechineseroom разработала Korsakovia, которая была выполнена в жанре survival horror.

### Игры (2009—2017)
После Korsakovia Thechineseroom работает вместе с Робертом Бриско (англ. Robert Briscoe) над разработкой ремейка Dear Esther, на этот раз в качестве полноценной видеоигры, распространяемой через службу цифровой дистрибуции Steam, корпорации Valve. Эта самостоятельная версия модификации получила несколько номинаций IGF, таких как Главный приз Шеймуса Макнелли (Seamus McNally Grand Prize), «Лучшая работа в визуальном плане и аудио» и Nuovo Award. В конечном итоге Dear Esther выигрывает награду в категории «Лучшая работа в визуальном плане». Ремейк показал улучшенную графику, но был основан на движке Source, как и предыдущие модификации. Игра была выпущена в начале 2012 года и окупила инвестиции в размере 55 000 долларов США, менее чем за шесть часов после выпуска, когда было продано 16 000 копий игры. Через неделю после выпуска игра была продана в количестве 50 000 копий.
В феврале 2012 года Thechineseroom объявляет, что они начали разработку Amnesia: A Machine for Pigs, игры в жанре survival horror, являющийся также второй игрой после Amnesia: The Dark Descent, в серии Amnesia. Этот проект был создан совместно со создателями оригинальной игры — Frictional Games. Игра была издана 10 сентября 2013 года.
Во время разработки Amnesia: A Machine for Pigs Thechineseroom также начала работу над своей новой игрой — Everybody’s Gone to the Rapture. За то время, пока велась разработка двух проектов, в июле 2013 года компания была переименована из Thechineseroom в The Chinese Room. Игра первоначально была разработана для персональных компьютеров, но команда боялась, что не получит достаточного финансирования от поклонников. Компания решает привлечь в качестве партнёров Santa Monica Studio, являющийся подразделением Sony Computer Entertainment, для совместного создания игры. Игра была вновь показана на Gamescom 2013 во время конференции Sony в качестве эксклюзива для PlayStation 4. Игра была окончательно издана 11 августа 2015 года.

### Сокращение штата и приобретение (2017—2018)
В конце июля 2017 года директора The Chinese Room Дэн Пинчбек и Джессика Карри уволили весь персонал — на тот момент он состоял из восьми человек. В качестве причины закрытия они указали на отсутствие возможности заплатить своим сотрудникам в промежутках между проектами и выразили намерение, что сама студия всё ещё будет работать без команды разработчиков, а Пинчбек и Карри в свободное время будут работать над разработкой прототипа и приобретением средств. Компания выпустила VR-игру So Let Us Melt для Google Daydream в сентябре, что стало последним проектом прежней студии. Пинчбек, Карри, и Эндрю Кроушоу работают над следующем проектом студии — 13th Interior, который оттолкнётся от модели «симулятора ходьбы», которым студия была известна до сих пор.
14 августа 2018 года Sumo Group, материнская компания Sumo Digital, приобрела The Chinese Room за 2,2 миллиона фунтов стерлингов, сделав её пятой британской студией под управлением Sumo Digital. Сооснователь Дэн Пинчбек взял на себя роль креативного директора для Sumo, в то время как Джессика Карри продолжит работать для студии как независимый композитор. Пинчбек описал приобретение как «конец главы» для студии, поскольку они определяются со своим следующим проектом.

## Игры студии
| Год  | Название                               | Платформа | Платформа | Платформа | Платформа | Платформа | Платформа | Платформа | Платформа | Платформа | Игровой движок  | Издатель            |
| Год  | Название                               | Win       | Lin       | Mac       | PS4       | PS5       | XOne      | XSX/S     | Switch    | DD        | Игровой движок  | Издатель            |
| ---- | -------------------------------------- | --------- | --------- | --------- | --------- | --------- | --------- | --------- | --------- | --------- | --------------- | ------------------- |
| 2012 | Dear Esther                            | Да        | Да        | Да        | Да        | Нет       | Да        | Нет       | Нет       | Нет       | Source          | Curve Digital       |
| 2013 | Amnesia: A Machine for Pigs            | Да        | Да        | Да        | Да        | Нет       | Да        | Нет       | Да        | Нет       | HPL2 Engine     | Frictional Games    |
| 2015 | Everybody’s Gone to the Rapture        | Да        | Нет       | Нет       | Да        | Нет       | Нет       | Нет       | Нет       | Нет       | CryEngine       | Sony                |
| 2017 | Dear Esther: Landmark Edition          | Да        | Да        | Да        | Да        | Нет       | Да        | Нет       | Нет       | Нет       | Unity           | Curve Digital       |
| 2017 | So Let Us Melt                         | Нет       | Нет       | Нет       | Нет       | Нет       | Нет       | Нет       | Нет       | Да        | —               | —                   |
| 2020 | Little Orpheus                         | Да        | Нет       | Да        | Да        | Да        | Да        | Да        | Да        | Нет       | Unity           | Sumo Digital        |
| 2024 | Still Wakes the Deep                   | Да        | Нет       | Нет       | Нет       | Да        | Нет       | Да        | Нет       | Нет       | Unreal Engine 5 | Sumo Digital        |
| 2025 | Vampire: The Masquerade — Bloodlines 2 | Да        | Нет       | Нет       | Нет       | Да        | Нет       | Да        | Нет       | Нет       | Unreal Engine 5 | Paradox Interactive |

## Модификации студии
| Год  | Название               | Игра            | Игровой движок |
| ---- | ---------------------- | --------------- | -------------- |
| 2008 | Conscientious Objector | Doom III        | id Tech 4      |
| 2008 | Dear Esther            | Half-Life 2     | Source         |
| 2008 | Antlion Soccer         | Half-Life 2     | Source         |
| 2009 | Korsakovia             | Half-Life 2:EP2 | Source         |